# Guancha
Guancha – rodzaj gąbek wapiennych z rodziny Clathrinidae z rzędu Clathrinida. 

## Gatunki
- Guancha blanca
- Guancha macleayi
- Guancha pulcherrima